# جيمس الكسندر موراي
جيمس الكسندر موراي هو سياسي كندي، ولد في 9 نوفمبر 1864 في مونكتون في كندا، وتوفي في 15 فبراير 1960 في كندا. حزبياً، نشط في حزب كندا المحافظ. وقد انتخب عضو الجمعية التشريعية لنيو برونزويك ‏ (3 مارس 1908 – 9 أكتوبر 1920) وانتخب Premier of New Brunswick ‏ (1 فبراير 1917 – 4 أبريل 1917).